# Primera Liga de Bulgaria 2020-21
La Primera Liga de Bulgaria 2020-21 conocida también como "Liga Efbet" por razones de patrocinio fue la 97.ª edición de la Primera Liga de Bulgaria la máxima categoría de fútbol profesional en Bulgaria. La temporada comenzó el 7 de agosto de 2020 y culminó el 30 de mayo de 2021.

## Ascensos y descensos
CSKA 1948 debutó por primera vez en el primer nivel de Bulgaria y Montana ascendió luego de 3 temporadas, tras vencer en el play-off al Dunav Ruse
| Pos. | Ascendido de Segunda Liga 2019-20 |
| ---- | --------------------------------- |
| 1.º  | CSKA 1948                         |
| 3.º  | Montana                           |

| Pos. | Descendido de Primera Liga 2019-20 |
| ---- | ---------------------------------- |
| 13.º | Dunav Ruse                         |
| 14.º | Vitosha Bistritsa                  |

## Formato
Los catorce equipos participantes jugaton entre sí todos contra todos dos veces totalizando 26 partidos cada uno, al término de la fecha 26 los seis primeros pasaron a jugar el Grupo campeonato, los 4 del medio el Grupo Europa y los 4 últimos jugaron el Grupo descenso.

## Equipos participantes
En cursiva el equipo debutante.
| Club                | Ciudad         | Estadio                       | Capacidad |
| ------------------- | -------------- | ----------------------------- | --------- |
| Arda Kardzhali      | Kardzhali      | Arena Arda                    | 15.000    |
| Beroe Stara Zagora  | Stara Zagora   | Estadio Beroe                 | 12.128    |
| Botev Plovdiv       | Plovdiv        | Botev 1912 Sports Complex     | 4.000     |
| Botev Vratsa        | Vratsa         | Estadio Hristo Botev          | 12.000    |
| Cherno More         | Varna          | Estadio Ticha                 | 8.250     |
| CSKA 1948           | Sofía          | Estadio Nacional Vasil Levski | 44.000    |
| CSKA Sofía          | Sofía          | Estadio Balgarska Armiya      | 22.995    |
| Etar Veliko Tarnovo | Veliko Tarnovo | Estadio Ivaylo                | 15.000    |
| Levski Sofia        | Sofía          | Estadio Georgi Asparuhov      | 25.000    |
| Lokomotiv Plovdiv   | Plovdiv        | Estadio Lokomotiv             | 13.220    |
| Ludogorets Razgrad  | Razgrad        | Ludogorets Arena              | 10.422    |
| Montana             | Montana        | Estadio Ogosta                | 6.000     |
| Slavia Sofia        | Sofía          | Estadio Ovcha Kupel           | 25.556    |
| Tsarsko Selo Sofia  | Sofía          | Tsarsko Selo Sports Complex   | 1.550     |

## Temporada regular

### Tabla de posiciones
| Pos. | Equipo              | Pts. | PJ | G  | E  | P  | GF | GC | Dif. | Clasificación 2021–22 |
| ---- | ------------------- | ---- | -- | -- | -- | -- | -- | -- | ---- | --------------------- |
| 1    | Ludogorets Razgrad  | 64   | 26 | 20 | 4  | 2  | 59 | 18 | +41  | Grupo Campeonato      |
| 2    | Lokomotiv Plovdiv   | 52   | 26 | 15 | 7  | 4  | 41 | 19 | +22  | Grupo Campeonato      |
| 3    | CSKA Sofía          | 50   | 26 | 14 | 8  | 4  | 39 | 20 | +19  | Grupo Campeonato      |
| 4    | Arda Kardzhali      | 45   | 26 | 12 | 9  | 5  | 36 | 29 | +7   | Grupo Campeonato      |
| 5    | CSKA 1948           | 38   | 26 | 10 | 8  | 8  | 34 | 30 | +4   | Grupo Campeonato      |
| 6    | Beroe Stara Zagora  | 37   | 26 | 10 | 7  | 9  | 38 | 28 | +10  | Grupo Campeonato      |
| 7    | Cherno More Varna   | 37   | 26 | 10 | 7  | 9  | 27 | 25 | +2   | Grupo Europa          |
| 8    | Tsarsko Selo Sofia  | 34   | 26 | 9  | 7  | 10 | 29 | 27 | +2   | Grupo Europa          |
| 9    | Levski Sofia        | 28   | 26 | 7  | 7  | 12 | 25 | 27 | −2   | Grupo Europa          |
| 10   | Botev Plovdiv       | 24   | 26 | 5  | 9  | 12 | 25 | 46 | −21  | Grupo Europa          |
| 11   | Slavia Sofia        | 23   | 26 | 6  | 5  | 15 | 19 | 40 | −21  | Grupo Descenso        |
| 12   | Botev Vratsa        | 22   | 26 | 6  | 4  | 16 | 26 | 39 | −13  | Grupo Descenso        |
| 13   | Etar Veliko Tarnovo | 22   | 26 | 4  | 10 | 12 | 20 | 45 | −25  | Grupo Descenso        |
| 14   | Montana             | 20   | 26 | 4  | 8  | 14 | 21 | 46 | −25  | Grupo Descenso        |

Actualizado a los partidos jugados el 26 de abril de 2021.
 Fuente: Soccerway
Criterios de clasificación: 1) Puntos; 2) Enfrentamientos directos; 3) Diferencia de goles en enfrentamientos directos; 4) Goles de visita en los enfrentamientos directos (solo 2 clubes);
 5) Diferencia de goles; 6) Goles; 7) Juego limpio.

### Resultados
| Local \ Visitante   | ARD | BER | BPL | BVR | CHE | CSK | CSS | ETA | LEV | LOK | LUD | MON | SLA | TSA |
| ------------------- | --- | --- | --- | --- | --- | --- | --- | --- | --- | --- | --- | --- | --- | --- |
| Arda Kardzhali      | —   | 1–0 | 3–2 | 3–2 | 1–0 | 1–1 | 1–1 | 3–2 | 1–1 | 0–2 | 2–2 | 3–0 | 2–1 | 2–0 |
| Beroe Stara Zagora  | 0–1 | —   | 3–0 | 6–0 | 4–0 | 0–0 | 1–0 | 1–2 | 2–1 | 1–3 | 1–4 | 0–0 | 1–1 | 0–1 |
| Botev Plovdiv       | 0–2 | 3–3 | —   | 2–0 | 0–0 | 3–2 | 0–3 | 1–1 | 2–1 | 2–0 | 0–2 | 1–1 | 0–1 | 0–0 |
| Botev Vratsa        | 0–0 | 1–2 | 1–2 | —   | 0–1 | 0–0 | 1–2 | 5–1 | 1–3 | 0–1 | 3–1 | 2–0 | 1–2 | 0–3 |
| Cherno More Varna   | 2–0 | 2–1 | 1–0 | 2–1 | —   | 1–2 | 1–1 | 0–1 | 0–0 | 0–0 | 1–4 | 3–0 | 3–2 | 1–0 |
| CSKA 1948           | 0–2 | 1–0 | 5–0 | 1–0 | 0–0 | —   | 2–2 | 5–1 | 0–0 | 1–0 | 0–3 | 2–0 | 5–1 | 2–1 |
| CSKA Sofia          | 1–1 | 1–1 | 2–1 | 2–1 | 1–0 | 2–0 | —   | 1–0 | 1–0 | 0–0 | 2–2 | 6–0 | 1–0 | 1–0 |
| Etar Veliko Tarnovo | 0–0 | 2–3 | 0–0 | 0–0 | 0–4 | 3–1 | 2–2 | —   | 0–0 | 1–3 | 0–2 | 0–0 | 1–1 | 1–0 |
| Levski Sofia        | 1–2 | 0–2 | 2–2 | 0–0 | 1–2 | 3–0 | 0–2 | 2–1 | —   | 1–0 | 0–3 | 2–0 | 1–0 | 0–1 |
| Lokomotiv Plovdiv   | 0–0 | 1–1 | 6–0 | 2–1 | 2–1 | 1–1 | 2–1 | 1–1 | 1–0 | —   | 3–2 | 2–2 | 2–0 | 2–0 |
| Ludogorets Razgrad  | 1–0 | 2–0 | 2–1 | 2–1 | 1–0 | 4–0 | 1–0 | 6–0 | 1–0 | 3–1 | —   | 1–0 | 3–0 | 1–1 |
| Montana             | 3–3 | 1–1 | 3–1 | 0–1 | 1–1 | 1–0 | 1–2 | 1–0 | 0–4 | 0–1 | 1–3 | —   | 2–1 | 3–4 |
| Slavia Sofia        | 3–2 | 0–2 | 0–0 | 0–2 | 1–1 | 1–3 | 0–1 | 0–0 | 1–0 | 0–2 | 0–2 | 2–1 | —   | 1–0 |
| Tsarsko Selo        | 4–0 | 0–2 | 2–2 | 1–2 | 1–0 | 0–0 | 2–1 | 3–0 | 2–2 | 0–3 | 1–1 | 0–0 | 2–0 | —   |

## Grupo Campeonato

### Tabla de posiciones
| Pos. | Equipo                 | Pts. | PJ | G  | E  | P  | GF | GC | Dif. | Clasificación 2021–22                                             |
| ---- | ---------------------- | ---- | -- | -- | -- | -- | -- | -- | ---- | ----------------------------------------------------------------- |
| 1    | Ludogorest Razgrad (C) | 70   | 31 | 22 | 4  | 5  | 69 | 29 | +40  | Primera ronda de la Liga de Campeones                             |
| 2    | Lokomotiv Plovdiv      | 61   | 31 | 17 | 10 | 4  | 48 | 23 | +25  | Segunda ronda de la Liga de Conferencia Europa                    |
| 3    | CSKA Sofía             | 59   | 31 | 17 | 8  | 6  | 46 | 24 | +22  | Segunda ronda de la Liga de Conferencia Europa                    |
| 4    | Arda Kardzhali         | 50   | 31 | 13 | 11 | 7  | 42 | 37 | +5   | Play-offs para entrar en la Liga de Conferencia Europa de la UEFA |
| 5    | CSKA 1948              | 47   | 31 | 12 | 11 | 8  | 41 | 34 | +7   |                                                                   |
| 6    | Beroe Stara Zagora     | 39   | 31 | 10 | 9  | 12 | 42 | 38 | +4   |                                                                   |

Actualizado a los partidos jugados el 26 de mayo de 2021.
 Fuente: Soccerway
Notas:
1. ↑  CSKA Sofía obtuvo un cupo para la Segunda ronda de la Liga de Conferencia Europa 2021-22, tras ganar la Copa de Bulgaria 2020-21

### Resultados
| Local \ Visitante  | ARD | BER | CSK | CSS | LOK | LUD |
| ------------------ | --- | --- | --- | --- | --- | --- |
| Arda Kardzhali     | —   | —   | 0–0 | —   | 3–3 | —   |
| Beroe Stara Zagora | 0–2 | —   | 3–3 | —   | —   | —   |
| CSKA 1948          | —   | —   | —   | 1–0 | —   | 3–1 |
| CSKA Sofía         | 1–0 | 2–0 | —   | —   | —   | 4–1 |
| Lokomotiv Plovdiv  | —   | 0–0 | 0–0 | 2–0 | —   | —   |
| Ludogorest Razgrad | 4–1 | 3–1 | —   | —   | 1–2 | —   |

## Grupo Europa

### Tabla de posiciones
| Pos. | Equipo             | Pts. | PJ | G  | E  | P  | GF | GC | Dif. | Clasificación 2021–22                                             |
| ---- | ------------------ | ---- | -- | -- | -- | -- | -- | -- | ---- | ----------------------------------------------------------------- |
| 1    | Cherno More Varna  | 45   | 32 | 12 | 9  | 11 | 38 | 34 | +4   | Play-offs para entrar en la Liga de Conferencia Europa de la UEFA |
| 2    | Levski Sofia       | 41   | 32 | 11 | 8  | 13 | 34 | 32 | +2   |                                                                   |
| 3    | Tsarsko Selo Sofia | 37   | 32 | 9  | 10 | 13 | 33 | 39 | −6   |                                                                   |
| 4    | Botev Plovdiv      | 32   | 32 | 7  | 11 | 14 | 34 | 52 | −18  |                                                                   |

Actualizado a los partidos jugados el 23 de mayo de 2021.
 Fuente: Soccerway

### Resultados
| Local \ Visitante  | BPL | CHE | LEV | TSA |
| ------------------ | --- | --- | --- | --- |
| Botev Plovdiv      | —   | 1–1 | 0–1 | 5–0 |
| Cherno More Varna  | 3–1 | —   | 1–2 | 3–3 |
| Levski Sofia       | 1–2 | 2–1 | —   | 1–1 |
| Tsarsko Selo Sofia | 0–0 | 0–1 | 0–2 | —   |

## Grupo Descenso

### Tabla de posiciones
| Pos. | Equipo                  | Pts. | PJ | G | E  | P  | GF | GC | Dif. | Clasificación 2021–22   |
| ---- | ----------------------- | ---- | -- | - | -- | -- | -- | -- | ---- | ----------------------- |
| 1    | Slavia Sofia            | 34   | 32 | 9 | 7  | 16 | 28 | 44 | −16  |                         |
| 2    | Botev Vratsa (O)        | 30   | 32 | 8 | 6  | 18 | 31 | 45 | −14  | Play-off de relegación  |
| 3    | Montana (D)             | 28   | 32 | 6 | 10 | 16 | 26 | 52 | −26  | Descenso a Segunda Liga |
| 4    | Etar Veliko Tarnovo (D) | 28   | 32 | 6 | 10 | 16 | 25 | 53 | −28  | Descenso a Segunda Liga |

Actualizado a los partidos jugados el 21 de mayo de 2021.
 Fuente: Soccerway

### Resultados
| Local \ Visitante   | BVR | ETA | MON | SLA |
| ------------------- | --- | --- | --- | --- |
| Botev Vratsa        | —   | 2–0 | 1–0 | 1–1 |
| Etar Veliko Tarnovo | 2–0 | —   | 1–2 | 0–3 |
| Montana             | 1–1 | 1–0 | —   | 0–2 |
| Slavia Sofia        | 2–0 | 0–2 | 1–1 | —   |

## Play-off de la Liga Europa Conferencia
El Play-off por la Liga Europa Conferencia de la UEFA se jugó a partido único el 30 de mayo.
| 30 de mayo de 2021 | Arda Kardzhali   | 1:0 (1:0) | Cherno More Varna | Arena Arda Stadium, Kardzhali |                               |
| 19:00              | Ivan Kokonov 18' |           |                   | Árbitro(s): Stanislav Todorov | Árbitro(s): Stanislav Todorov |

## Play-off de relegación
El play-off de relegación se jugó el 28 de mayo a partido único
| 28 de mayo de 2021 | Botev Vratsa         | 1:0 (0:0) | Septemvri Sofia | Hristo Botev Stadium, Vratsa  |                               |
| 19:00              | Hristo Zlatinski 76' |           |                 | Árbitro(s): Dragomir Draganov | Árbitro(s): Dragomir Draganov |

- Botev Vratsa venció por un resultado de 1-0 y se mantiene en la Superliga.

## Goleadores
| Pos. | Jugador         | Equipo             | Goles |
| ---- | --------------- | ------------------ | ----- |
| 1    | Claudiu Keșerü  | Ludogorets Razgrad | 18    |
| 2    | Atanas Iliev    | Botev Plovdiv      | 16    |
| 3    | Mathias Coureur | Cherno Morne Varna | 15    |
| 4    | Martin Kamburov | Beroe Stara Zagora | 14    |
| 5    | Dimitar Iliev   | Lokomotiv Plovdiv  | 13    |